# Hemmelzen
Hemmelzen település Németországban, Rajna-vidék-Pfalz tartományban. Lakosainak száma 309 fő (2023. december 31.).

## Népesség
A település népességének változása:
| Lakosok száma | 240  | 256  | 266  | 283  | 303  | 309  |
|               | 1975 | 2017 | 2019 | 2021 | 2022 | 2023 |